# Ломакін Олександр Петрович
Олександр Петрович Ломакін (нар. 2 травня 1980, Харків, Україна) — гравець «Олімпа» (Харків) і національної збірної України з регбі. Виступає на позиції замка в другому ряду сутички.